# 1811년 위원회 계획

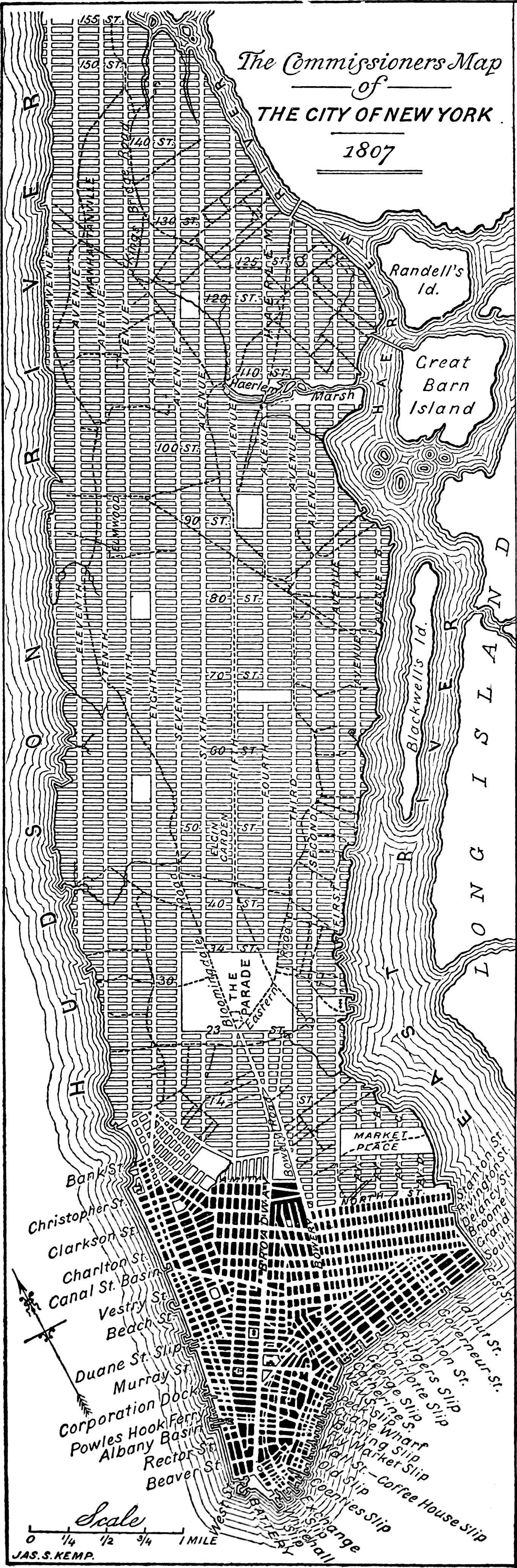

1811년 위원회 계획은 뉴욕 정부가 뉴욕 맨해튼 섬의 14번가에서 워싱턴하이츠까지의 균형있는 개발과 토지의 공급을 목적으로 제안한 도시 계획이다. 1811년에 채택되었다. 이 계획의 특징은 도로를 격자 모양으로 배열하는 그리드 계획이며, 이는 역사에서 실행된 그리드 계획 중에서도 유명한 사례 중 하나이다.

## 같이 보기
- 뉴욕의 건축
- 가곽
- 뉴욕의 역사
- 맨해튼헨지
- 측량
- 맨해튼 거리
- 도시 계획